# Farceaux
Farceaux település Franciaországban, Eure megyében. Lakosainak száma 343 fő (2022. január 1.). Farceaux Hacqueville, Frenelles-en-Vexin, Saussay-la-Campagne és Le Thil községekkel határos.

## Népesség
A település népességének változása:
| Lakosok száma | 181  | 144  | 185  | 283  | 331  | 342  | 344  | 344  | 345  | 343  |
|               | 1968 | 1982 | 1990 | 2006 | 2013 | 2015 | 2017 | 2019 | 2020 | 2022 |